# Tshimbulu
Tshimbulu este un oraș în  provincia Kasai-Occidental, Republica Democrată Congo. În 2012 avea o populație de 20 275 de locuitori, iar în 2004 avea 16 549.